# إلكترا هارت
إلكترا هارت (بالإنجليزية:Electra Heart) هو ثاني ألبوم الموسيقي للمغنية الويلزيَّة مارنيا آند ذا دايمنز المعروفة حاليا بمارينا، والذي صدر في 27 أبريل 2012 عبر شركتي التسجيل 679 وأتلانتيك.
حقق الألبوم نجاحًا كبيرًا، حيث احتل المرتبة الأولى في قائمة الألبومات الأكثر مبيعًا في المملكة المتحدة، مع مبيعات بلغت 21 ألف نسخة في الأسبوع الأول من إصداره. كما وصل إلى المرتبة 31 في قائمة بيلبورد الأمريكية لعام 2012.

## قائمة أغانِ الألبوم
| الترتيب               | عنوان الأغنية         | المدة |
| --------------------- | --------------------- | ----- |
| 1                     | Bubblegum Bitch       | 2:34  |
| 2                     | Primadonna            | 3:41  |
| 3                     | Lies                  | 3:46  |
| 4                     | Homewrecker           | 3:22  |
| 5                     | Starring Role         | 3:27  |
| 6                     | The State of Dreaming | 3:36  |
| 7                     | Power & Control       | 3:46  |
| 8                     | Living Dead           | 4:04  |
| 9                     | Teen Idle             | 4:14  |
| 10                    | Valley of the Dolls   | 4:13  |
| 11                    | Hypocrates            | 4:01  |
| 12                    | Fear and Loathing     | 6:07  |
| المدة الإجمالية 46:51 |                       |       |

## الشهادات المحصل عليها
| البلد            | الشهادة              | عدد المبيعات/الإستماع |
| ---------------- | -------------------- | --------------------- |
| إيرلندا          | الأسطوانة الذهبية    | 7.500                 |
| نيوزيلندا        | الأسطوانة البلاتينية | 15.000                |
| المملكة المتحدة  | الأسطوانة الذهبية    | 100.000               |
| الولايات المتحدة | الأسطوانة الذهبية    | 500.000               |

## قائمة المراجع
1. ↑  "The 50 Greatest Concept Albums of All Time" (بالإنجليزية الأمريكية). Archived from the original on 2024-03-07. Retrieved 2024-08-27.
2. ↑  "Electra Heart by MARINA". Genius (بالإنجليزية). Archived from the original on 2025-04-28. Retrieved 2025-07-07.
3. ↑  "The Irish Charts - All there is to know". www.irishcharts.ie. مؤرشف من الأصل في 2025-03-03. اطلع عليه بتاريخ 2025-07-07.
4. ↑  "Album Certification Search – RadioScope" (بNew Zealand English). Archived from the original on 2025-07-02. Retrieved 2025-07-07.
5. ↑  "Justin Timberlake, Futuresex/Loveshow - Live From Madison, Video - The BPI". BPI (بالإنجليزية). Archived from the original on 2025-06-30. Retrieved 2025-07-07.
6. ↑  "Gold & Platinum". RIAA (بالإنجليزية الأمريكية). Archived from the original on 2025-07-03. Retrieved 2025-07-07.

## وصلات خارجية
- إلكترا هارت على موقع أول ميوزيك (الإنجليزية)
- إلكترا هارت على قاعدة بيانات ديسكوغز (الإنجليزية)
- إلكترا هارت على موقع جينيس (الإنجليزية)
- إلكترا هارت على موقع ميتاكريتيك (الإنجليزية)

## إطلع أيضا
- مارينا آند ذا دايموندز (مغنية)
- بريمادونا (أغنية من أداء مارينا)
- المراهقة الفارغة (أغنية من أداء مارينا)
- أميرة القوة (ألبوم للمغنية مارينا)